# Turzyca wąskolistna
Turzyca wąskolistna (Carex stenophylla Wahlenb.) – gatunek byliny z rodziny ciborowatych. Występuje w strefie umiarkowanej Eurazji od Francji na zachodzie po Chiny na wschodzie. W Polsce znana tylko z dwóch stanowisk na wschodzie kraju: Wzgórza Sokólskie koło Kamiennej Nowej oraz Płaskowyż Tarnogrodzki koło Lubaczowa.  

## Morfologia

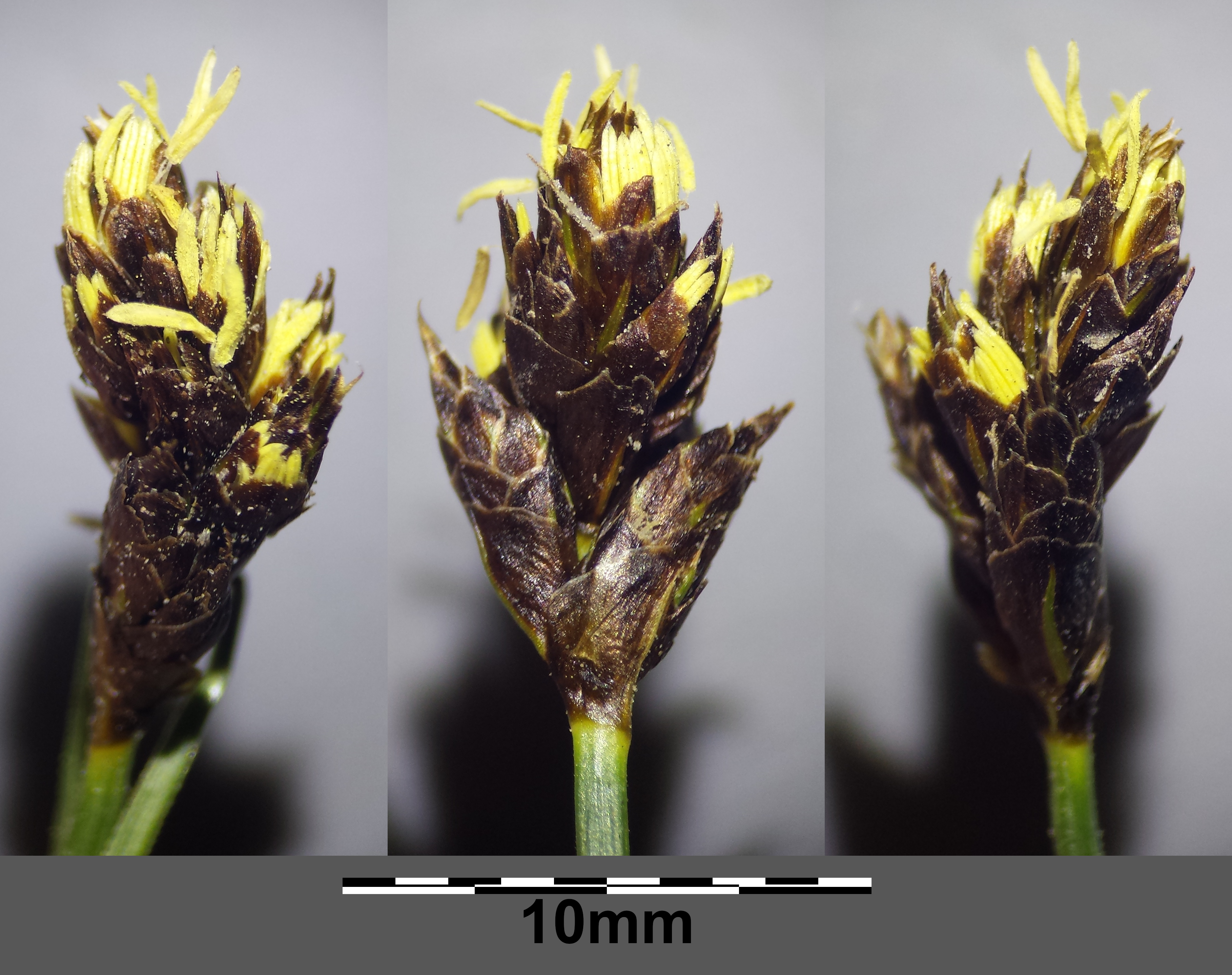
Kłoski kwitnące

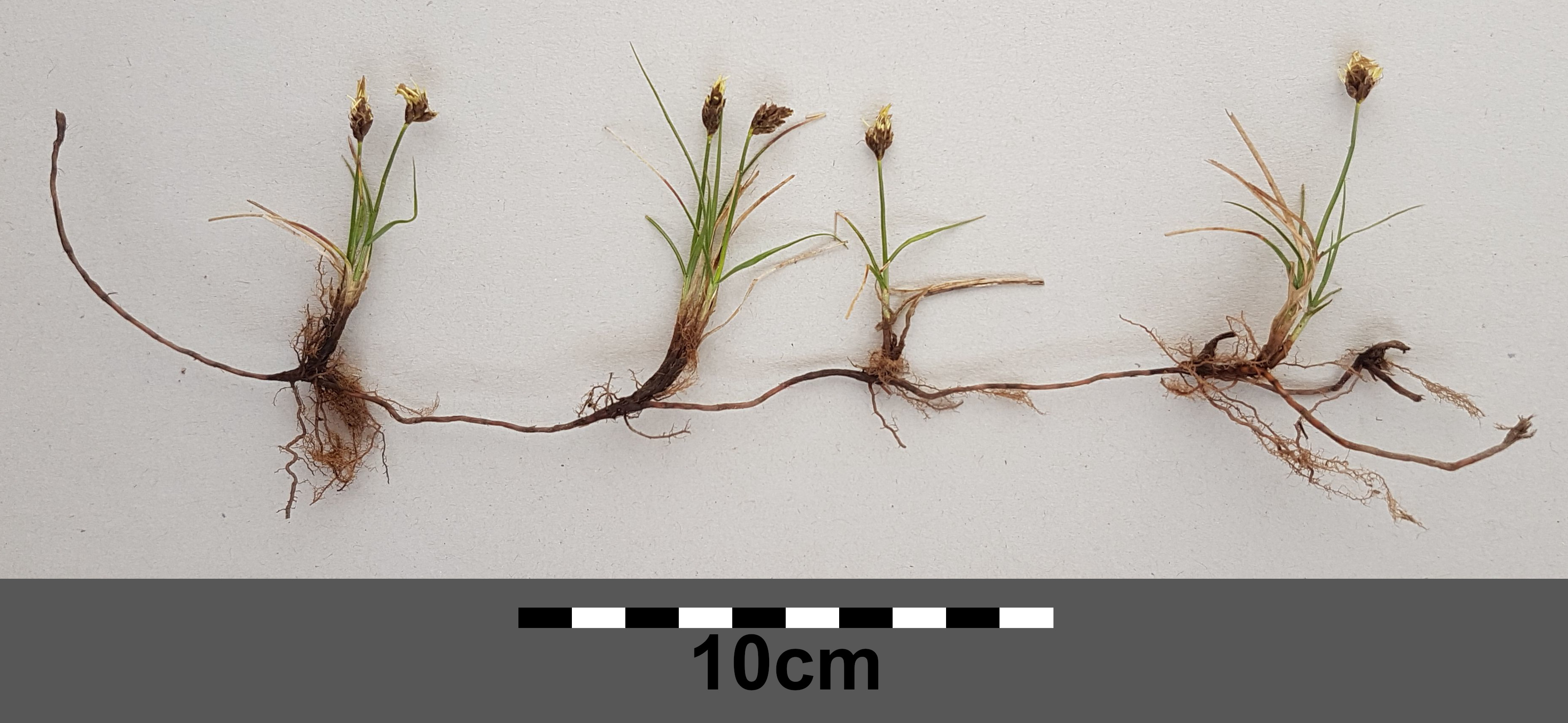
Pokrój roślin

PokrójRoślina trwała, wysokości 10–20 cm.
ŁodygaObła, gładka, o grubości ok. 1 mm.
LiściePochwy liściowe bladosłomkowe. Liście o szerokości ok. 1 mm, szczeciniaste, wyprostowane, ich brzegi są podwinięte i szorstkie.
KwiatyGłówka o długości 8-12 mm złożona z 5-9 kłosków.
OwoceOrzeszki.

## Biologia i ekologia
Kwitnie w kwietniu i maju. W Polsce występuje na siedliskach antropogenicznych (dawna żwirownia i wysypisko odpadów).

## Zagrożenia i ochrona
Gatunek umieszczony w Polskiej czerwonej księdze roślin (2001) w kategorii EN (zagrożony). W wydaniu z 2014 roku otrzymał kategorię CR (krytycznie zagrożony). Umieszczony także na Czerwonej liście roślin i grzybów Polski (2006) w kategorii R (rzadki - potencjalnie zagrożony). W wydaniu z 2016 roku otrzymał kategorię CR (krytycznie zagrożony).